# Thore Enochsson
Thore Sixten Enochsson (ur. 17 listopada 1908 w Östersundzie, zm. 14 marca 1993 w Sztokholmie) – szwedzki lekkoatleta długodystansowiec, medalista mistrzostw Europy w 1934 w Turynie.
Specjalizował się w biegu maratońskim. Na mistrzostwach Europy w 1934 w Turynie zdobył srebrny medal w tej konkurencji (przegrał z Armasem Toivonenem z Finlandii, a wyprzedził Aurelio Genghiniego z Włoch). Na igrzyskach olimpijskich w 1936 w Berlinie zajął 10. miejsce w maratonie.
W 1932 i 1933 zdobył złote medale mistrzostw Szwecji w biegu maratońskim.